# Valderas
Valderas ist ein Ort und eine nordspanische Gemeinde mit 1.489 Einwohnern (Stand: 2024) in der Provinz León und der Region Kastilien-León. Die Gemeinde bzw. der Ort ist wegen seiner traditionellen Bauten als Conjunto histórico-artístico eingestuft.

## Lage und Klima
Valderas liegt etwa 80 Kilometer südsüdöstlich von León am Río Cea im Nordwesten der Iberischen Meseta in einer Höhe von ca. 755 m. 
Das Klima im Winter ist rau, im Sommer dagegen trocken und warm; der spärliche Regen (ca. 457 mm/Jahr) fällt überwiegend im Winterhalbjahr.

## Bevölkerungsentwicklung
| Jahr      | 1970 | 1981 | 1991 | 2001 | 2011 | 2021 |
| Einwohner | 3999 | 2679 | 2388 | 2109 | 2008 | 1575 |

Aufgrund der durch die Mechanisierung der Landwirtschaft und der Aufgabe von bäuerlichen Kleinbetrieben ausgelösten Landflucht ist die Bevölkerung der Kleinstadt seit der Mitte des 19. Jahrhunderts kontinuierlich gewachsen.

## Sehenswürdigkeiten
- Reste der Burg von Altafría
- Johanniskirche
- Claudiuskirche
- Marienkirche
- Karmeliten-Seminar
- Kapelle von El Otero

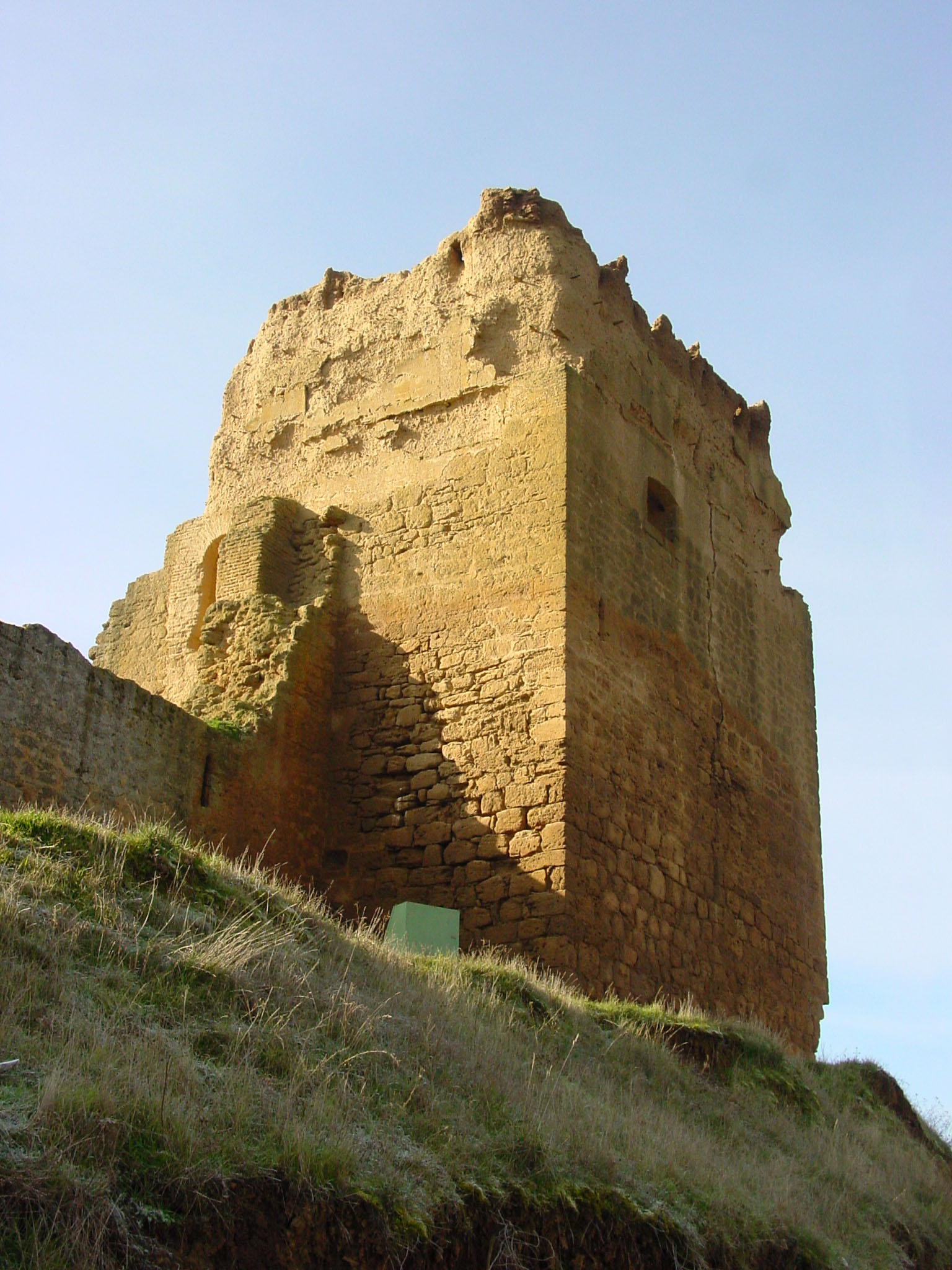
Burgruine Altafría
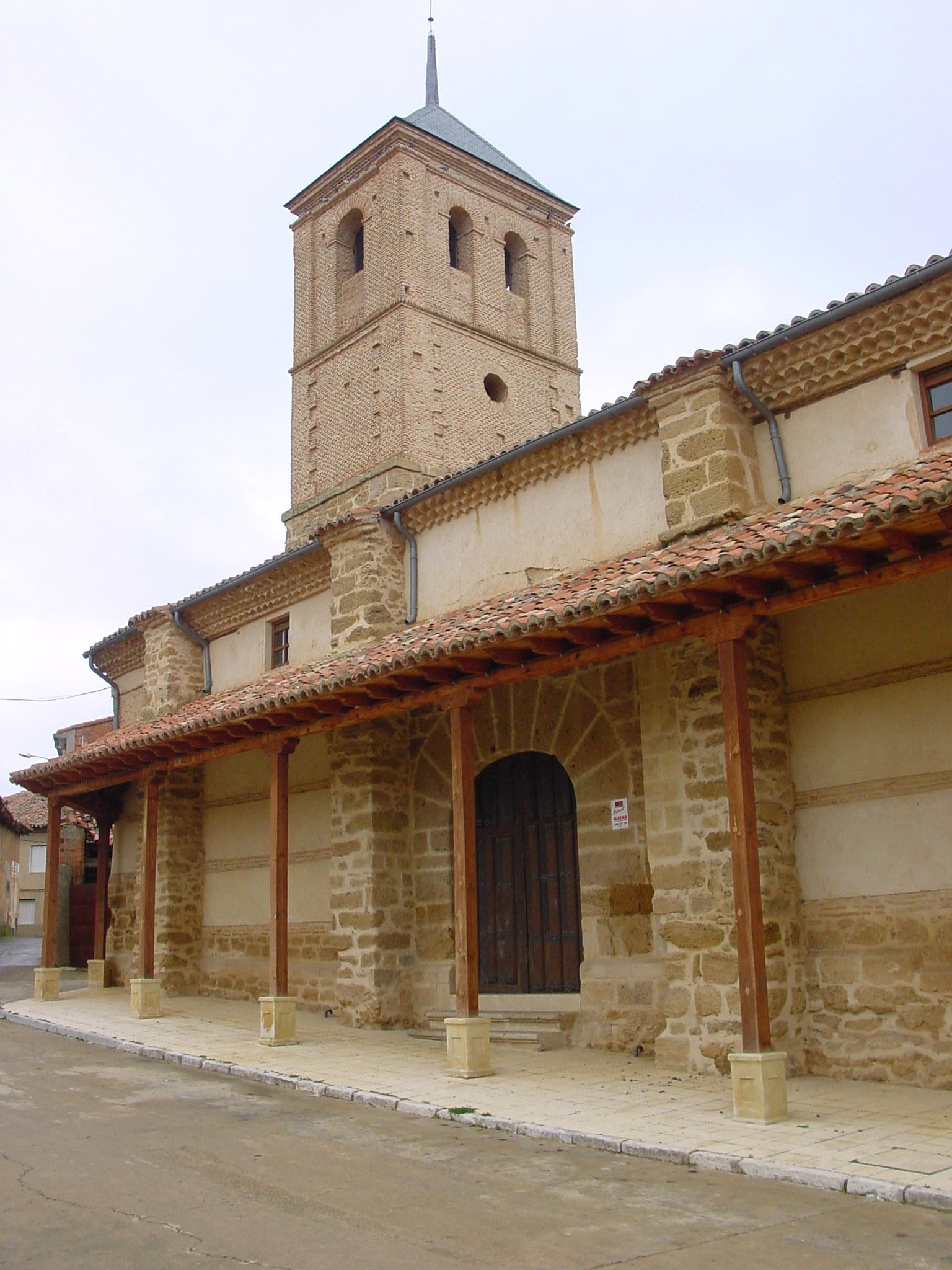
Johanniskirche
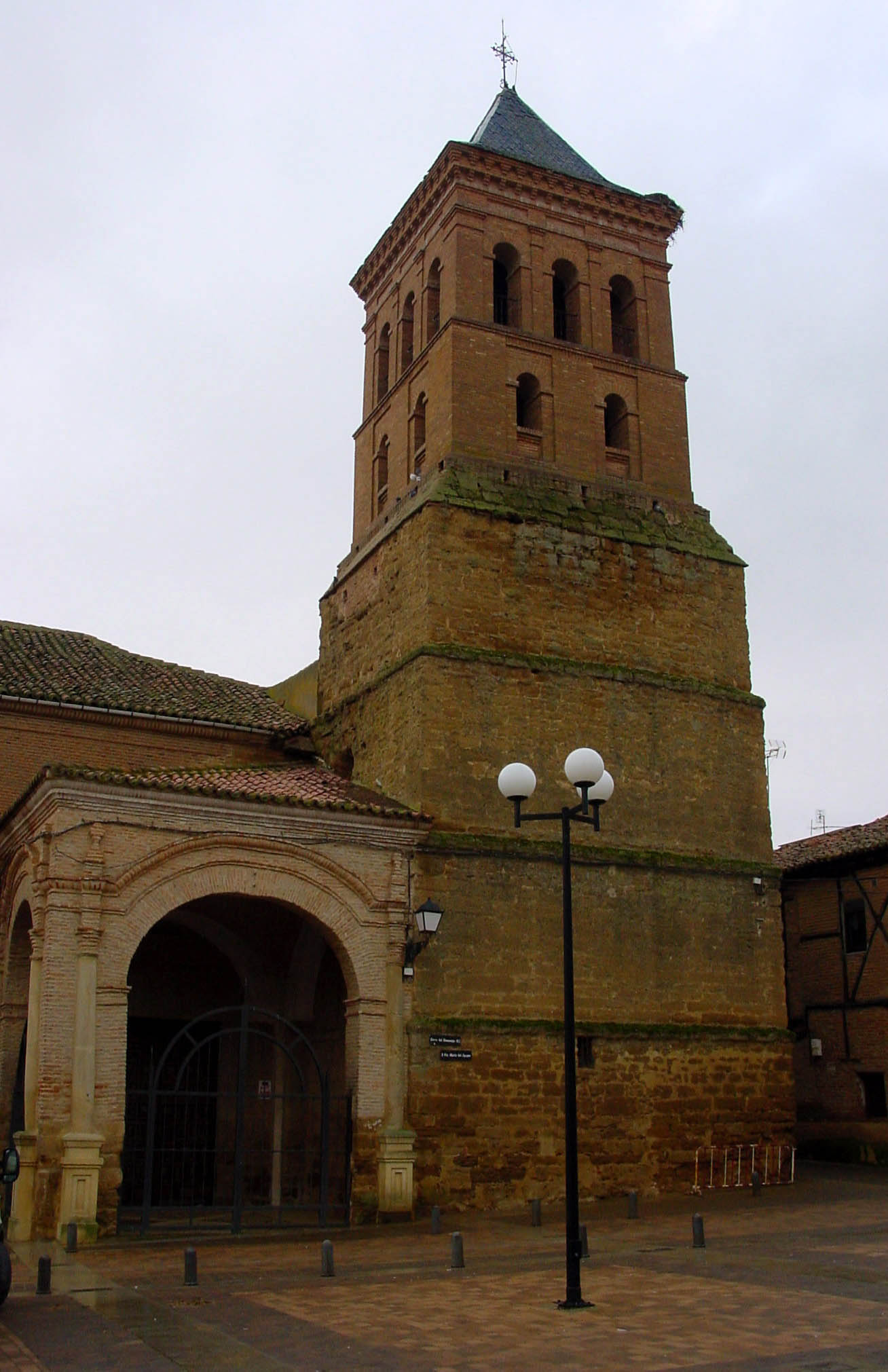
Marienkirche
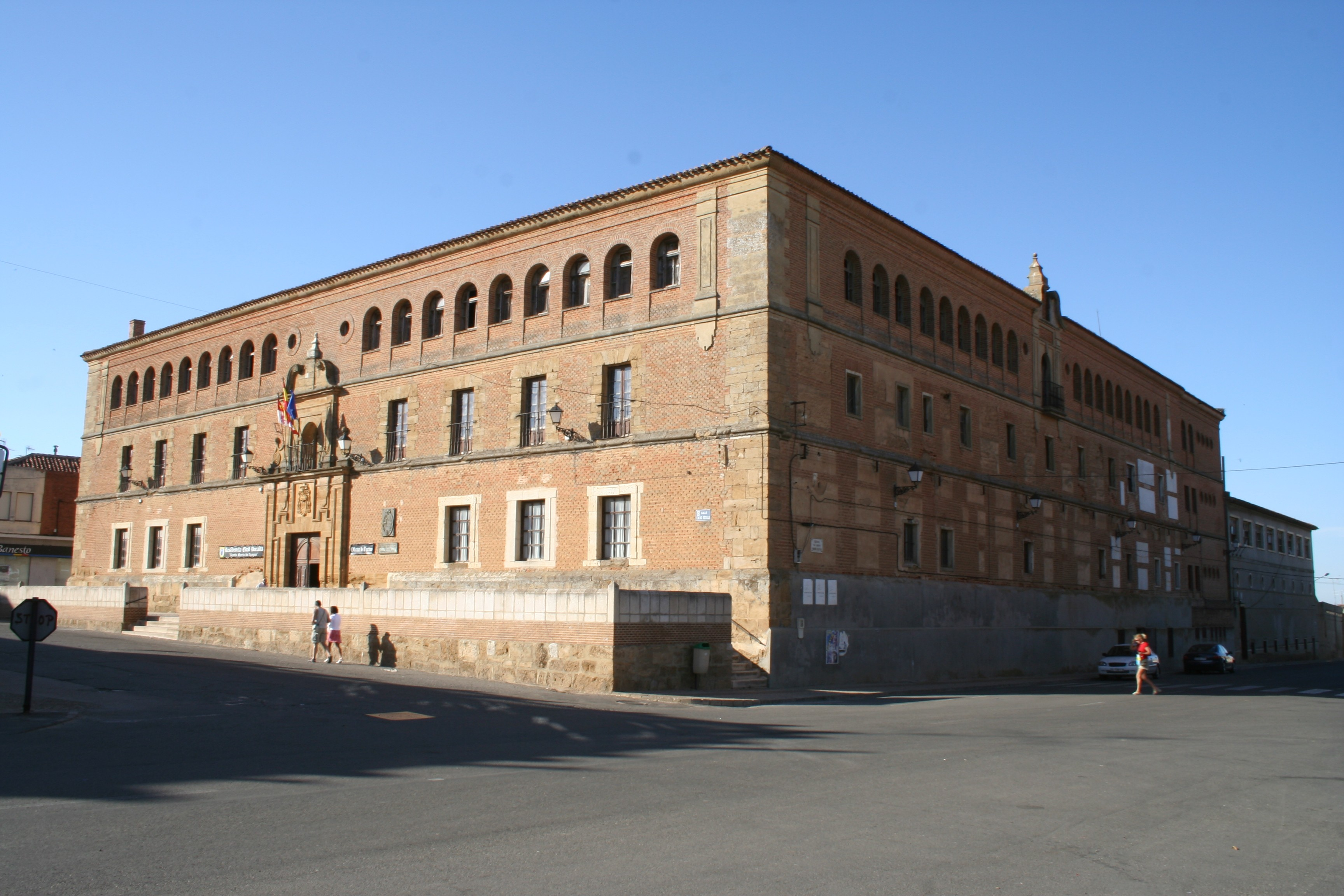
Karmeliten-Seminar
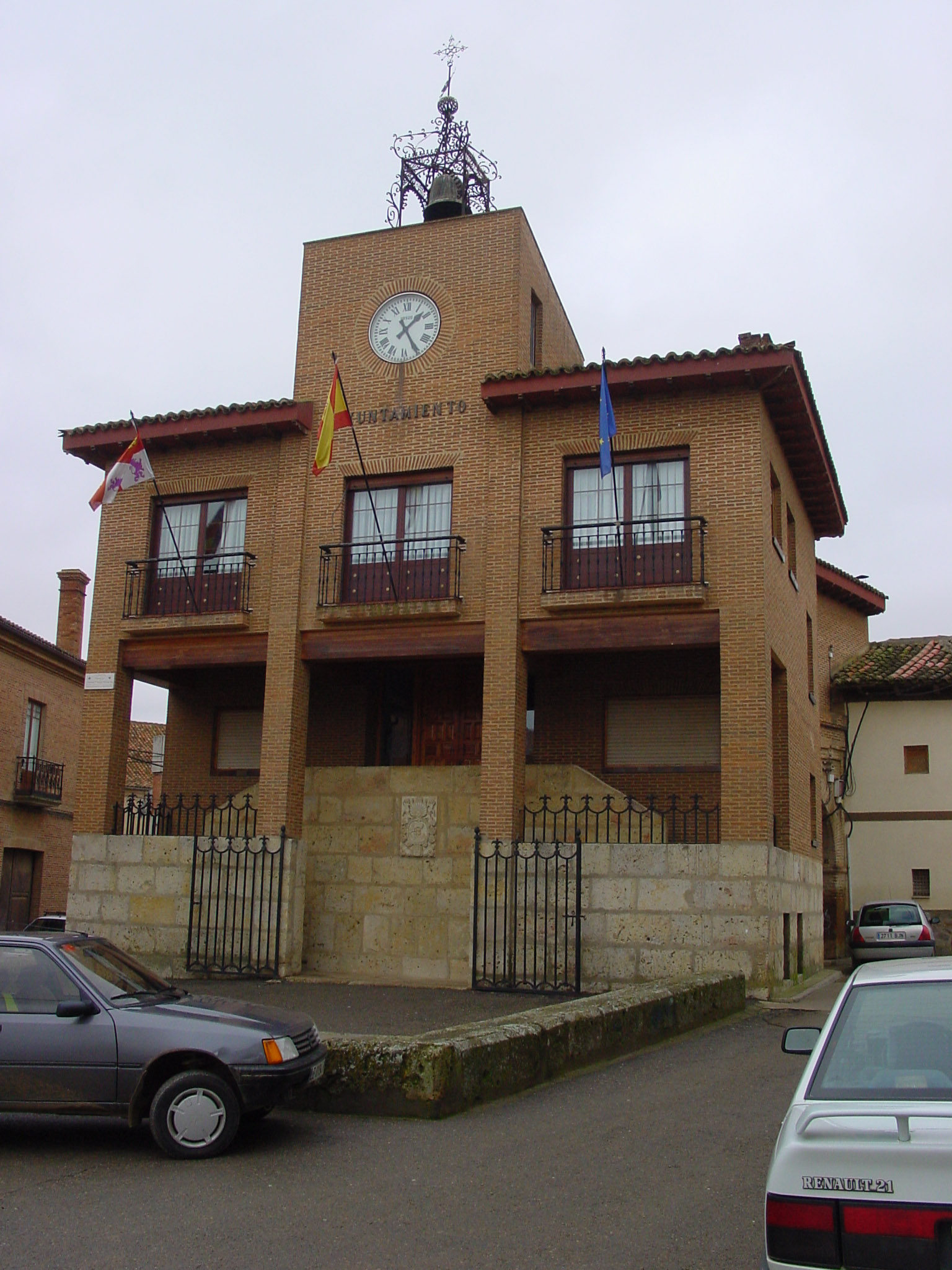
Rathaus

## Persönlichkeiten
- Mateo Panduro y Villafañe (1646–1722), Bischof von Popayán (1696–1714) und von La Paz (1714–1722)
- Francisco de Castro Canseco (1655–1724), Architekt
- Demetrio Alonso Castrillo (1841–1916), Anwalt und Politiker